# Omar Thielemans
Omar Kojo Thielemans (Serrekunda, 23 september 1999) is een Belgisch-Gambiaans basketballer.

## Carrière
Thielemans speelde in de jeugd van BC Oostende voordat hij naar de Verenigde Staten trok. In het seizoen 2018/19 speelde hij niet voor de Arizona Wildcats. Het jaar erop trok hij naar South Plains College Texans en het jaar erop speelde hij bij Polk State College Eagles. Hij speelde een laatste seizoen in 2021/22 voor de Glenville State Pioneers. In 2022 tekende hij zijn eerste profcontract bij de Union Mons-Hainaut. Hij maakte in de zomer van 2023 de overstap naar de Duitse tweedeklasser Artland Dragons. Hij werd ook uitgeleend aan TSV Quakenbrueck.
In 2025 tekende hij bij het Zuid-Afrikaanse MBB Basketball.